# Giddings
Giddings is een plaats (city) in de Amerikaanse staat Texas, en valt bestuurlijk gezien onder Lee County.

## Demografie
Bij de volkstelling in 2000 werd het aantal inwoners vastgesteld op 5105.
In 2006 is het aantal inwoners door het United States Census Bureau geschat op 5469, een stijging van 364 (7.1%).

## Geografie
Volgens het United States Census Bureau beslaat de plaats een oppervlakte van
13,4 km², waarvan 13,3 km² land en 0,1 km² water. Giddings ligt op ongeveer 136 m boven zeeniveau.

## Plaatsen in de nabije omgeving
De onderstaande figuur toont nabijgelegen plaatsen in een straal van 32 km rond Giddings.